# Campanha eleitoral

Simion with

Campanha eleitoral é o período eleitoral em que os partidos e seus candidatos se apresentam para a população em busca de votos.
Os veículos que apresentam campanha eleitoral tradicionalmente são: TV, rádio, jornais e revistas (impressos). Essas campanhas começam nos períodos próximos às eleições e vão até a sua ocorrência.
A partir da década de 2010, a internet passou a ser um elemento central das campanhas políticas modernas. Tecnologias de comunicação, como e-mail, sites e podcasts, para várias formas de ativismo, para permitir comunicações mais rápidas por meio de movimentos dos cidadãos e entregar uma mensagem a um grande público. Essas tecnologias Internet são usadas para captação de recursos relacionada a causas, lobby, voluntariado, construção de comunidades e organização. Candidatos políticos individuais também estão usando a internet para promover sua campanha eleitoral. Em um estudo sobre campanhas eleitorais na Noruega, os políticos relataram que usaram as mídias sociais para marketing e para o diálogo com os eleitores. O Facebook era a principal plataforma de marketing e o Twitter era usado para um diálogo mais contínuo.
Significando a importância da campanha política na internet, a campanha presidencial de Barack Obama se baseou fortemente em canais de buscas (SEO) e novas mídias para engajar eleitores, recrutar voluntários de campanha e levantar fundos de campanha. A campanha destacou a importância de usar a Internet em campanhas políticas da nova era utilizando várias formas de mídia social e novas mídias (incluindo Facebook, YouTube e um mecanismo social personalizado) para alcançar novos populações-alvo. O site social da campanha, myBarackObama.com, utilizou um método eficiente e de baixo custo para mobilizar os eleitores e aumentar a participação de várias populações de eleitores.

## Por país

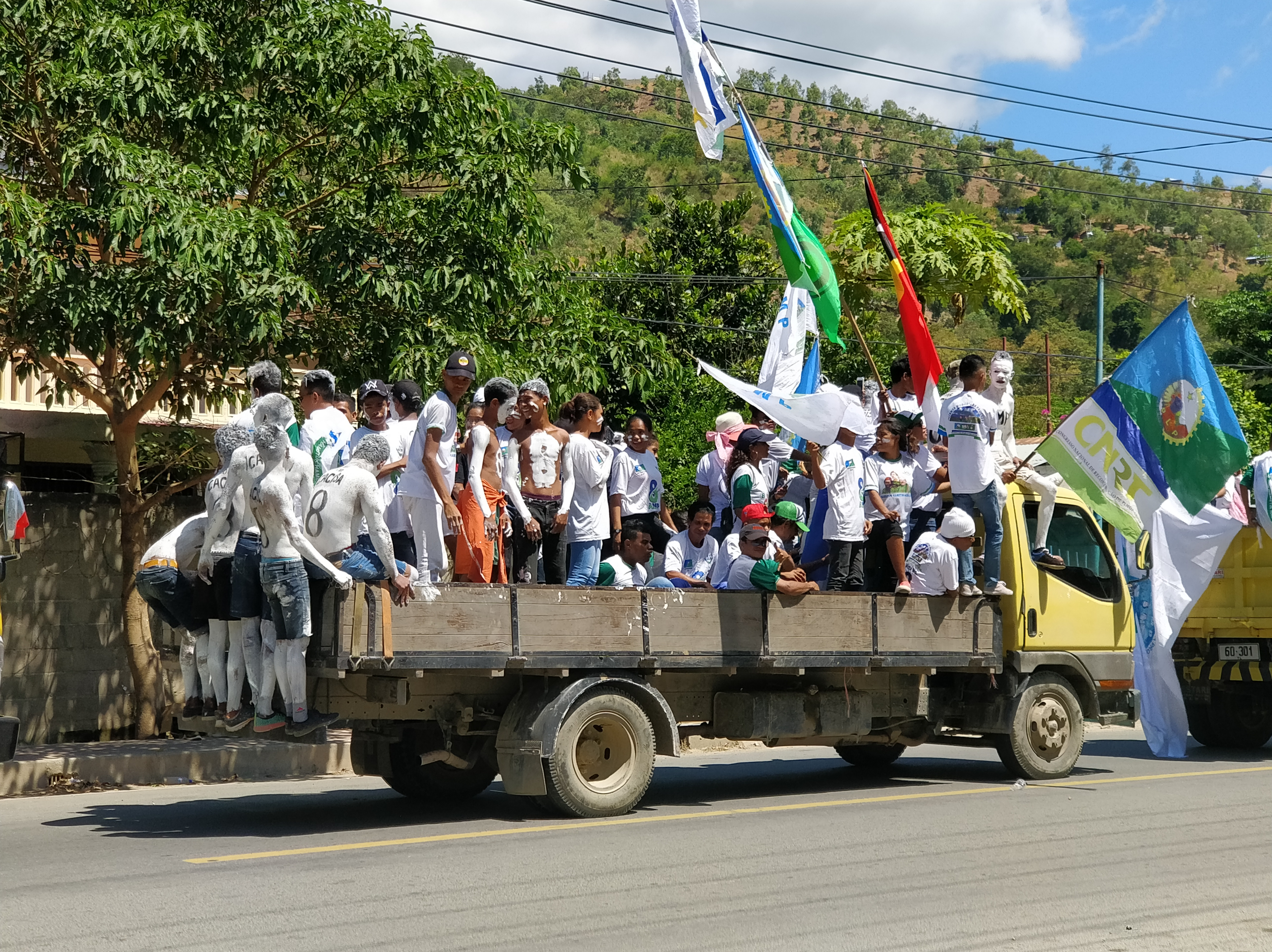
Campanha eleitoral em Timor-Leste

### Portugal
Em Portugal, as eleições legislativas e autárquicas decorrem de quatro em quatro anos. As presidenciais, ocorrem num intervalo de cinco anos.

### Brasil
No Brasil, as campanhas presidenciais ocorrem de quatro em quatro anos, tanto para cargos em escalas federais e estaduais, tanto para escala municipal. Na Tv, existe uma lei que impõe a exibição no horário nobre e no começo da tarde, onde as emissoras regionais apresentam entrevistas ou mesmo as propostas de cada candidato. Já as emissoras de rede nacional não apresentam campanha e sim algo relacionado a ela.
Há uma série de regras que regulamentam a propaganda eleitoral.

#### Proibições
- Dar, oferecer, prometer, entregar, passar quaisquer bens, sejam materiais ou financeiros, ou vantagem pessoal, incluindo emprego ou função pública, com o objetivo de conseguir voto para si ou para outro candidato.
- Usar materiais ou imóveis pertencentes à União, territórios ou municípios para beneficiar campanha de candidato ou partido.
- Usar materiais ou serviços, envolvendo o dinheiro do governo, a não ser para finalidade prevista nas normas dos órgãos detém suas posses.
- Utilizar servidor ou empregado do governo, de qualquer área, para trabalhar em comitês de campanha durante o as horas que deveria estar trabalhando, exceto se o funcionário estiver licenciado.
- Fazer propaganda para candidato, tendo distribuição gratuita de bens ou serviços pagos pelo governo.
- No ano eleitoral, usar mais dinheiro do que foi usado no ano anterior, em publicidade.
- Aumentar o salário dos servidores públicos, em ano eleitoral, além do que for considerado perda do poder aquisitivo naquele ano.
- Usar nomes, fotos ou símbolos de promoção pessoal de autoridade ou servidor público, na publicidade governamental

#### É proibido na propaganda eleitoral
- Usar símbolos que remetem aos do governo.
- Mentir e difamar outros candidatos visando prejudica-lo.
- Ofender outra pessoa durante a propaganda eleitoral, ao menos que seja provocado ou seja uma resposta a uma ofensa ocorrida, apenas nao momento.
- Infligir qualquer tipo de agressão física aos concorrentes.
- Adulterar, de qualquer forma ou meio, propagandas realizadas conforme a lei.
- Usar qualquer meio de ganho, organização comercial, prêmios e sorteios, para fazer propaganda.
- Utilizar qualquer língua estrangeira nas propagandas eleitorais.
- Participar de ações dos partidos que não estiverem com seus direitos políticos liberados.
- Usar o horário eleitoral para vender produtos ou serviços.
- Utilizar nas propagandas qualquer tipo de criação intelectual que não tenha a autorização do autor.
- Na propaganda eleitoral, utilizar simulador de urna eletrônica.
- Realizar showmício.
- Usar outdoors para fazer propaganda eleitoral.
- Fornecer camisetas, chaveiros, bonés, canetas, brindes, cestas básicas ou quaisquer outros bens ou materiais que possam dar qualquer vantagem ao eleitor, e assim persuadi-lo

#### É proibido, nos três meses anteriores à eleição
- Repassar dinheiro da União para os estados e municípios, ou o dinheiro dos estados para os municípios, a menos que seja para cumprir tarefas financeiras já agendados ou situações de emergência.
- Fazer publicidade de serviços e órgãos públicos que não possuam concorrência no mercado, exceto em momentos de grave necessidade pública, nesse caso tendo autorização da Justiça Eleitoral.
- Fazer pronunciamento em cadeia de rádio e televisão que esteja fora do horário eleitoral gratuito, exceto em casos de emergência específicas de governo, tendo autorização da Justiça Eleitoral.
- Contratar shows em inaugurações de obras que utilizaram dinheiro público.
- Caso seja um candidato ao poder Executivo, participar de inaugurações de obras públicas.

#### É crime no dia da eleição
- Utilizar qualquer aparelho de amplificação sonora.
- Fazer comício ou carreata.
- Distribuir material de propaganda política (panfletos, etc) em lugares que não sejam a sede do partido ou comitê político.
- Funcionários da Justiça Eleitoral, mesários ou escrutinadores, usarem quaisquer elementos de propaganda eleitoral, como bonés, camisetas, broches, etc. Apenas os fiscais podem usar somente a sigla ou nome do partido na roupa.

#### É permitido
- Manifestar a preferência política do cidadão, individual e silenciosamente, desde que não haja aglomeração. Nesse caso, permite-se o uso de peças de roupa, acessórios (bonés, fitas, broches, bandanas), e o porte de bandeira ou de flâmula, ou afixação de adesivos em veículos ou objetos, sendo de propriedade do eleitor.

#### Outras regras
- É obrigatória a utilização da Linguagem Brasileira de Sinais (Libras) e legendas nas propagandas eleitorais gratuitas na televisão.
- Os canais de rádio e televisão comunitários, VHF, UHF, do Senado, da Câmara, das assembleias legislativas ou câmaras municipais devem retransmitir o horário eleitoral gratuito, ou seja, se funcionar por uma concessão governamental o canal também deve transmitir. Os canais por assinatura que não encaixam nessa regra não poderão transmitir nenhuma outra propaganda eleitoral, exceto debates autorizados.
- Os candidatos tem permissão de ter página na internet apenas com a terminação “.can.br”.
- Páginas de provedores de serviços de acesso à internet não é permitida qualquer modo de propaganda eleitoral, em qualquer período.
- Não é propaganda eleitoral o uso e a divulgação regulares Utilização do nome comercial de empresa, ou grupo de empresas, os quais se inclui o nome pessoal de seu dono, desde que feitos de forma habitual e não somente durante o período eleitoral.